# Per Joar Hansen
Per Joar Hansen (Namsos, Noruega, 17 de agosto de 1965) es un entrenador y exfutbolista noruego de fútbol. Ha jugado en diversos equipos bajo el nick de Perry y ha entrenado a equipos noruegos como GIF Sundsvall y Aalesunds FK.

## Trayectoria como entrenador
Empezó su trayectoria en otoño de 2001 en la máxima categoría del fútbol noruego, evitando el descenso del GIF Sundsvall en 2003. Entrenó al Rosenborg Ballklub en un difícil proceso de reconstrucción en 2005, pero debido a los malos resultados renunció a su puesto y fue sustituido rápidamente por Per-Mathias Høgmo. Hansen firmó dos años de contrato con un equipo de la Adeccoligaen, Aalesunds FK el 6 de diciembre de 2005. Este equipo ascendió a la Tippeligaen del año 2006, lo dejó y se fue a su exequipo, el GIF Sundsvall en diciembre de 2007 hasta que fue despedido en octubre de 2008. 
En 2009 entrenó al Ranheim Fotball de la Adeccoligaen, logrando ascenderlo a Primera División y, durante la temporada de 2010, fue jefe de un equipo de entrenamiento incluyendo a Otto Ulseth y Christer Basma. En 2011 entrenó a la Selección nacional de Noruega sub-21, consiguiendo un sorprendente 5-4 ante Francia y clasificarlo a la UEFA Euro Sub-21.
A finales de 2012 firmó como entrenador de Rosenborg Ballklub, al que entrenó hasta julio de 2014.

### Tabla de entrenador[2]
| Equipo                                         | Desde                   | A                       | Registro | Registro | Registro | Registro | Registro | Registro | Registro | Registro |
| Equipo                                         | Desde                   | A                       | PJ       | G        | E        | P        | GA       | GP       | Dif      |          |
| ---------------------------------------------- | ----------------------- | ----------------------- | -------- | -------- | -------- | -------- | -------- | -------- | -------- | -------- |
| Sundsvall                                      | 12 de noviembre de 2001 | 31 de octubre de 2003   | 52       | 11       | 19       | 22       | 54       | 78       | Sí       |          |
| Rosenborg                                      | 1 de enero de 2005      | 7 de agosto de 2005     | 17       | 6        | 3        | 8        | 29       | 25       | Sí       |          |
| Aalesund                                       | 1 de enero de 2007      | 30 de noviembre de 2007 | 26       | 9        | 3        | 14       | 40       | 56       | Sí       |          |
| Sundsvall                                      | 1 de enero de 2008      | 2 de octubre de 2008    | 24       | 4        | 6        | 14       | 20       | 39       | Sí       |          |
| Ranheim                                        | 1 de enero de 2009      | 6 de diciembre de 2010  | 54       | 29       | 11       | 14       | 101      | 59       | Sí       |          |
| Selección nacional de fútbol de Noruega sub-21 | 8 de diciembre de 2010  | 14 de diciembre de 2012 | 17       | 6        | 4        | 7        | 25       | 27       | Sí       |          |
| Rosenborg                                      | 14 de diciembre de 2012 | 21 de julio de 2014     | 22       | 14       | 6        | 2        | 41       | 20       | Sí       |          |